# Vilela
Els vilela o vileles (també uakambalelté o shinpi) són un poble indígena de l'Argentina, els descendents del qual viuen actualment a la rodalia de la ciutat de Resistencia i a la Colonia Aborigen Chaco, a la província del Chaco, barrejats amb els tobes (o qom'lek). Una altra comunitat es troba al departament Moreno de la província de Santiago del Estero.
El nom uakambalelté o waqha-umbael-te vol dir "els que parlen waqha". L'idioma dels vileles, anomenat waqha està subdividit en tres dialectes, chinipi, sinipi i ocol que és l'únic supervivent actual amb uns pocs parlants.
Juntament amb l'ètnia afí i veïna dels lules, els vileles tenien característiques intermèdies, no eren clarament pàmpids, huàrpids, ni andids. Cap al segle xv estaven establerts al nord de les províncies de Tucumán i Santiago de l'Estero, i l'est i sud-est de la província de Salta, i possiblement van arribar a la província de Jujuy. Eren nòmades, caçadors i recol·lectors. Caçaven principalment el pecarí (o "chancho de muntanya") i recol·lectaven garrofes i mel.
Després de la conquesta espanyola del Tucumán es van desplaçar cap a l'est, ocupant l'oest i sud-oest de la regió del Gran Chaco. En aquesta època es subdividien en les parcialitats chunupí (no confondre amb chulupí), pazaine, atalala, omoampa, yeconoampa, buida, chole, ipa i yooc o guamalca.
Durant els segles xvii i XVIII, els guaycurús van reeixir en domesticar el cavall, utilitzant-lo per a la caça, el transport i la guerra, amb el que van aconseguir una certa expansió de la seva àrea d'influència. En conseqüència, gran part dels vileles es van traslladar més a l'est, arribant fins a la rodalia del riu Paraná. L'últim cacic vilela, anomenat "Leoncito", va viure a la rodalia de la ciutat de Resistència a mitjan segle xix.
Al cens nacional de l'any 2010 van ser censades 519 persones que van declarar pertànyer a l'ètnia vilela. No parlen la seva llengua original, que han reemplaçat per l'idioma castellà, i ocasionalment per la llengua qom.
Dades importants de la història dels pobles vilelas estan plasmats en l'obra de cinc toms Història sagrada del pueblo Qom en el país chaqueño, de l'escriptor argentí Flavio Dalostto.